# Antonio Amorosi

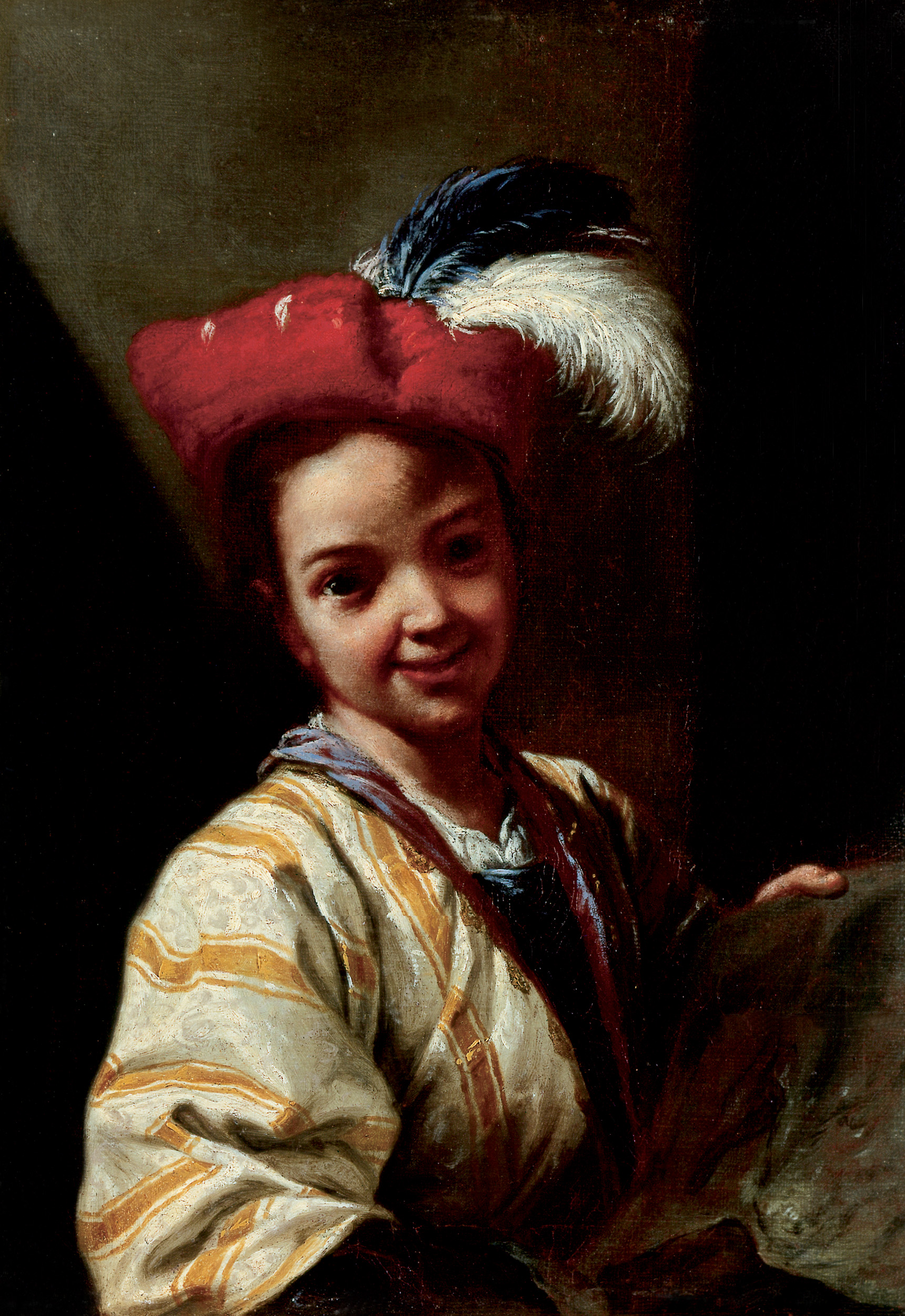
Garçon avec un dessin, Landesmuseum Joanneum

Antonio Amorosi (Comunanza, 25 mars 1660 – Rome, 5 octobre 1738) est un peintre italien du baroque tardif (rococo) qui a été actif à Ascoli Piceno et à Rome.

## Biographie
Né dans l'actuelle province d'Ascoli Piceno, dans les Marches, alors dans les États pontificaux, Antonio Amorosi part à Rome en 1668 dans l'intention d'étudier pour devenir prêtre, mais en 1676, il fait la connaissance du peintre Giuseppe Ghezzi, qui le fait entrer dans son atelier et auprès de qui il étudie pendant 11 années. Vers 1690, il devient indépendant et sa première œuvre signée de 1690 est le portrait de Filippo Ricci enfant.
En 1699, il peint une fresque pour le Palazzo comunale de Civitavecchia, il Papa Innocenzo III riceve i Magistrati della città e con la Madonna e san Fermo (détruite en 1944). En 1702, à l'église Santa Maria della Morte, toujours à Civitavecchia, il peint le retable San Gregorio e le anime del Purgatorio, inspiré de Carlo Maratta et il Sant’Anna, san Domenico e san Giovanni Battista.
Il peindra de nombreux tableaux de genre du style des Bamboccianti, mais aussi des thèmes sacrés  à Rome : église San Biagio,  San Gregorio Nazianzeno, à San Andrea della Valle une Gloria di putti, pour l'église San Rocco (conservée au Palazzo Venezia), un San Francesco da Paola en 1722 et à San Bernardino ai Monti La Gloria di san Bernardo, une de ses dernières œuvres.
Il fut aussi un habile copiste des œuvres de la Renaissance et un restaurateur de tableau.
Son fils Filippo, collaborateur à son atelier, fut aussi un peintre de scènes de genre.

## Œuvres
- Portrait de Filippo Ricci enfant, New York, collection privée Weitzner
- Ritratto di giovane scultore, Ajaccio, Musée Fesch
- Sposalizio mistico di santa Caterina, Amandola, église San Pietro Apostolo
- L'Angelo Custode, Amandola, église San Pietro Apostolo
- Concertino; Ragazza con roditore e cane, Ascoli Piceno, Pinacoteca civica
- I santi Giovanni Battista e Giuliana; La Madonna di Loreto, avec Giuseppe et Pier Leone Ghezzi, Comunanza, Ascoli Piceno, église Santa Caterina d'Alessandria
- 15 Bambocciate, Deruta, Pinacoteca comunale,
- Cena in Emmaus, huile sur toile, Fermo, Pinacoteca comunale
- San Filippo Benizzi, huile sur toile, Foligno, église San Giacomo
- Giovane contadino con nido d'uccelli; Giovane contadina, Chatsworth, Collection Devonshire :
- Ragazza che cuce (1720), huile sur toile, Madrid, Musée Thyssen-Bornemisza
- Ragazza dormiente, Munich, Alte Pinakothek
- Piccolo flautista, Nancy, Musée :
- Vagabondo, terminée et datée de 1710, Prague, Galerie nationale
- Interno di bettola con suonatore di mandola, Galleria nazionale d'arte antica :
- Ragazza con frutta, Rome, Galleria Nazionale d'Arte Antica, Palais Corsini,
- Ragazzi con cesto di carciofi e uccellini, Rome, collection Lemme
- Giovane con grappoli d'uva, (ca. 1725), huile sur toile, Schleissheim, Galerie nationale
- Ragazza con l'uva; Ragazza col monile, huile sur toile, Stockholm, Nationalmuseum
- Ragazza con disegno, huile sur toile, 45 × 32,5 cm, Graz, Landesmuseum Joanneum

D'autres de ses œuvres sont dans les musées suivants :
- Musée national d'Art de Catalogne de Barcelone ;
- Museo civico de Bologne ;
- Musée Magnin de Dijon ;
- Musée Pouchkine de Moscou ;
- Padoue ;
- Pérouse ;
- Rieti ;
- San Francisco ;
- Stuttgart.